# رولان کیو
رولان کَیو (فرانسوی: Roland Caillaux‎؛ ۵ ژانویه ۱۹۰۵ – ۳ دسامبر ۱۹۷۷) بازیگر اهل فرانسه بود.